# Goniurellia lacerata
Goniurellia lacerata är en tvåvingeart som först beskrevs av Becker 1913.  Goniurellia lacerata ingår i släktet Goniurellia och familjen borrflugor. Inga underarter finns listade i Catalogue of Life.